# 遠山茂樹 (イギリス史家)
遠山 茂樹（とおやま しげき、1953年 - ）は、日本の歴史学者、翻訳家。東北公益文科大学教授。専門分野はイギリス中世史。植物文化史。

## 経歴
宮城県出身。早稲田大学教育学部卒業。1978年 文学修士。明治大学大学院文学研究科博士後期課程単位取得満期退学。千葉大学、明治大学、玉川大学、相模女子大学、東京歯科大学の非常勤講師を歴任。2001年4月より、東北公益文科大学教授。

## 学風
著書『森と庭園の英国史』は英国庭園の成り立ち、プラントハンターの活躍、ジェントルマンと狩りの関係を描いている。英国のジェントルマンは「地主貴族層」を意味するが、肉体労働から解放されていることが条件である。その代わりに田舎で余暇を過ごす。余暇としてウサギ狩り、キツネ狩りが好まれる。1671年の狩猟法では狩猟行為をジェントルマン階級に限定した。ジェントルマンは最も多いときでも全人口の5%程度であった。17世紀ステュアート朝のフランシス・ベーコンは、庭づくりは「人間の精神の最大の気晴らし」であり、「楽しみの中で最も純粋なこと」であるとした。名誉革命以降は、園芸先進国オランダから国王が迎えられたため、ケンジントン宮殿の庭がオランダ式に改造された。イングリッシュ・ガーデンとは「風景庭園」すなわち、見渡す限りの風景全体を取り込んで構成した庭園を指す。「風景庭園」では不規則性と多様性が重視される。18世紀後半になると「風景庭園」への批判が強まり、花壇やテラスが復活するようになった。
『中世ヨーロッパを生きる』(東京大学出版会)では「アルビオンの森林史話」の執筆を担当し、世ヨーロッパを生きる人々の生活と文化を自然との共生を通して語った。訳書『プラントハンター 東洋を駆ける』では、18世紀から20世紀に日本と中国に植物を求めてやってきたヨーロッパの植物収集探検家たちの活躍が描かれている。
大学では一般教養向けの「イギリス史」や「西洋史」の講義を担当してきた。

## 著書
- 『森と庭園の英国史』文藝春秋、2002年、206頁。ISBN 9784166602667。 NCID BA5832239X。
- 『歴史の中の植物 花と樹木のヨーロッパ史』（八坂書房、2019年）
- 『ロビン・フッドの森 中世イギリス森林史への誘い』（刀水書房、2022年）
- 『中世ヨーロッパを生きる』東京大学出版会、2004年、312頁。ISBN 4130230514。

### 翻訳
- 『プラントハンター 東洋を駆ける』（アリス・マーガレット・コーツ、八坂書房） 2007、のち増補版 2020
- 『西洋中世ハーブ事典』（マーガレット・フリーマン、八坂書房） 2009
- 『図説 花と庭園の文化史事典』（ガブリエル・ターギット、八坂書房） 2014

## 地域活動
- 2002年より、酒田市景観審議会会長
- 2007年より、鶴岡中央高等学校評議員
- 2012年より、酒田市美術館理事
- NHK文化センター（庄内）講師（2003年 - 2010年、2013年）